# 通辽机场
通遼機場是一座位於中國內蒙古通遼市的民用機場。通遼機場位於通遼市中心西南約10公里處。
2014年，通辽机场共有11家航空公司运营19条航线，通航22个城市。

## 发展历史
2009年8月10日，通辽机场第三次飞行区扩建工程正式开工。工程总投资11153.7万元，包括2300×45m跑道和联络道进行了沥青混凝土加盖，新建一条垂直联络道及17120平方米站坪；对原有站坪采用混凝土加盖；更新了供电及助航灯光设施，对导航、气象、消防、巡场路、围界等配套设施进行了改造，使机场飞行区等级由3C提升到了4C，满足了B737-800等C类飞机的起降条件。
2012年，通辽机场航站区改扩建工程正式启动，总投资18167.13万元。工程以2025年为近期目标年，按满足年旅客吞吐量120万人，货邮吞吐量6000吨，高峰小时起降架次10架次，高峰小时旅客吞吐量800人设计。主要建设内容包括：飞行区工程、航站楼工程、道口安全控制工程、供电工程、总图工程和特种车配置等11个部分。其中，新建T3航站楼总建筑面积11579平方米，同时向南侧扩建站坪，面积为15573平方米，扩建后站坪机位数由5个（2B3C）增加到7个（2B5C）。其中4个C类机位位于扩建站坪，在新建站坪西南侧和南侧设3.5米宽道肩，面积为1001平方米；拆除原有站坪与扩建站坪连接处的道肩450平方米。工程于2012年8月底完工，2012年11月28日通过了竣工验收，2012年12月11日通过了行业验收，2013年1月7日通过了中国民用航空内蒙古安全监督管理局复检。
2013年1月14日，通辽机场航站区改扩建工程新航站楼及机坪开放使用。

## 机场设施
通辽机场共有3座航站楼，其中T1航站楼于1958年建成，T2航站楼于1958年建成。
T3航站楼由2012年改扩建时新建，2013年1月14日正式投入使用。T3航站楼建筑面积11579平方米，采用前列式构型、一层半式流程，设3座登机廊桥。其中一层建筑面积7536.1平方米，主要布置迎送厅、办票厅、贵宾室、行李提取厅、行李分捡库房、办公及设备用房、商业、消防控制室及安保中心等；二层建筑面积4042.9平方米，主要布置应急救护室、安检区、候机区、贵宾安检区等。

## 数据统计
2014年1月1日至10月25日，通辽机场实现运输飞行起降6538架次，同比增长0.7%，旅客吞吐量555888人次，同比增长9.4%，旅客发运量275680人次，同比增长9.6%，实现货邮吞吐量2225.1吨，同比增长39.1%，折算吞吐量580611人次，同比增长10.4%，航班平均客座率达75.7以上。旅客吞吐高峰日出现在8月8日，实现旅客4458人次；旅客吞吐量高峰时出现在7月4日10时，实现旅客1123人次。 （页面存档备份，存于）

## 航點
2017-2018冬春航季
| 航空公司           | 目的地                             |
| ------------------ | ---------------------------------- |
| 中国联合航空（KN） | 北京/大興                          |
| 中国国际航空（CA） | 北京/首都、呼和浩特                |
| 华夏航空（G5）     | 大连、呼和浩特、霍林郭勒、满洲里   |
| 长龙航空（GJ）     | 哈尔滨、杭州                       |
| 上海航空（FM）     | 哈尔滨、上海/浦东                  |
| 吉祥航空（HO）     | 海拉尔、上海/浦东                  |
| 天津航空（GS）     | 呼和浩特、天津、乌兰浩特、霍林郭勒 |
| 长安航空（9H）     | 西安、长春                         |
| 天驕航空（9D）     | 呼和浩特、呼伦贝尔/海拉尔          |

## 交通
2014年8月17日，通辽机场大巴10号线正式运行，线路经过开发区和科尔沁区两个区域，从开发区政府出发，途径行政中心、东方世界城、西拉木伦公园、巴黎之春、瀚博一品、新世纪大酒店、劳动大厦、批发城至通辽机场。发车时间暂定为每日07:00-19:00，全程约50分钟，票价为10元。